# M10 (天体)
M10 (NGC 6254) は、へびつかい座にある球状星団 。距離14300光年。1764年シャルル・メシエが発見し「へびつかい座のベルトで見つかった、星を含まない星雲。… 美しく円形をした星雲。単純な3フィートの屈折望遠鏡でかろうじて見ることができる」と記している。初めて星団に分離したのはウィリアム・ハーシェルで、「きれいな星団で、ひどく密集している。M53に似る」としている。
直径は約83光年。密集度の高い、小口径望遠鏡で楽しめる球状星団の一つである。星団内部の星は淡いピンク色をしており、外部のハロー部分は淡い青色をしているとも言われる。また、中心部には黄色な「花火」のような光が見えるという。周辺部に3つの恒星があり、それが星団をピラミッド状に囲んでいるように見える。
存在そのものは肉眼で確認でき、双眼鏡では容易に確認できる。M10とM12は、双眼鏡の同じ視野内にぼんやりと星雲状に確認することができる。球状星団同士のこのような眺めが双眼鏡で楽しめるのは、このM10とM12のペアだけである。外側の微星は口径10cm程度の望遠鏡から見え始める。口径20cm程度の望遠鏡で少しずつ分離してくる。しかし、完全に分離するにはさらに大口径の口径30cm程度の望遠鏡でないと難しい。
バーナムは、星団中には変光星は少なく3個しか見つかっていないとしている。